# 人口金字塔

人口金字塔的範例：2017年全球的人口年齡分布，橫軸單位為百萬人。縱軸為年齡層，並作為橫軸的分界——縱軸以左為男性，以右則為女性。

人口金字塔（Population pyramid），是用於表現某時間點上的年齡直方图，能反映一地區人口男女比例與年齡構成。這種表示方式顯示了年齡和性別資料，為一種可直接且清晰知曉人口組成的圖表，可以提供下列資訊：人力資源、人口老化程度、扶養比、生育年齡人口、未來的出生率和死亡率、未來人口總數等。是各類涉及人口之發展或規劃的基礎。

## 人口金字塔的形狀

人口过渡模式四阶段：一、低金字塔型；二、增长；三、静止；四、缩减

每個國家的人口金字塔會呈現不同的形狀， 包括了以下三種。
- 靜止型金字塔 - 出生率与死亡率大致相等，幼龄人口在人口金字塔的比例与其他层相当。
- 擴張型金字塔 - 幼齡人口在人口金字塔的比例較其他層多。
- 縮減型金字塔 - 幼齡人口在人口金字塔的比例較其他層少或逐漸減少。

人口金字塔的這些類型，又可以和國家的發展程度做呼應，可分別拿低度發展國家，發展中國家，已開發國家是為表徵。
|  |  |

## 外部連結
- Australian animated population pyramids, Australian Bureau of Statistics （页面存档备份，存于）
- China, Europe, USA: Population by Age and Sex, 1950-2050. Moving Age Pyramids.
- The Shape of Things to Come, Why Population Age Structure Matters To A Safer, More Equitable World （页面存档备份，存于）
- Population age structure from the US Census Bureau in an interactive Excel dashboard （页面存档备份，存于）
- Animation: a different approach to population pyramids using Excel （页面存档备份，存于）
- 中華民國人口推估（105至150年） （页面存档备份，存于）
- 依联合国人口推估计算的世界人口金字塔 （页面存档备份，存于）